# I. općinska nogometna liga Slavonski Brod 1989./90.
I. općinska nogometna liga Slavonski Brod za sezonu 1989./90. je bila liga šestog stupnja nogometnog prvenstva Jugoslavije. 
 
Sudjelovalo je 16 klubova, a prvak je bila "Sloga" iz Gundinaca. 

## Ljestvica
| mj. | klub                                           | ut. | pob. | ner.   | por. | gol+ | gol- | bod |
| --- | ---------------------------------------------- | --- | ---- | ------ | ---- | ---- | ---- | --- |
| 1.  | Sloga Gundinci                                 | 30  | 23   | 5 (3)  | 2    | 71   | 22   | 49  |
| 2.  | Omladinac Staro Topolje                        | 30  | 20   | 7 (4)  | 3    | 68   | 31   | 44  |
| 3.  | Omladinac Tomica                               | 30  | 15   | 6 (4)  | 9    | 53   | 43   | 34  |
| 4.  | Borac Sikirevci                                | 30  | 15   | 5 (2)  | 10   | 47   | 38   | 32  |
| 5.  | Posavac Ruščica                                | 30  | 12   | 10 (5) | 8    | 49   | 36   | 29  |
| 6.  | Graničar Stupnički Kuti                        | 30  | 11   | 8 (5)  | 11   | 58   | 51   | 27  |
| 7.  | Budainka Slavonski Brod                        | 30  | 12   | 6 (3)  | 12   | 46   | 52   | 27  |
| 8.  | Dubrava Zadubravlje                            | 30  | 12   | 4 (2)  | 14   | 49   | 44   | 26  |
| 9.  | Gardun Garčin                                  | 30  | 12   | 5 (2)  | 13   | 37   | 38   | 26  |
| 10. | Borac Podvinje                                 | 30  | 11   | 6 (3)  | 13   | 42   | 43   | 25  |
| 11. | Omladinac Gornja Vrba                          | 30  | 9    | 10 (4) | 11   | 49   | 52   | 22  |
| 12. | Vinogorac (Slavonski Brod – Brodsko Vinogorje) | 30  | 9    | 5 (3)  | 16   | 49   | 66   | 21  |
| 13. | Mladost Sibinj                                 | 30  | 9    | 6 (3)  | 15   | 53   | 73   | 21  |
| 14. | Posavina Velika Kopanica                       | 30  | 10   | 2 (1)  | 18   | 43   | 65   | 21  |
| 15. | Slavonac Stari Perkovci                        | 30  | 7    | 6 (2)  | 17   | 27   | 57   | 16  |
| 16. | Sloga Gromačnik                                | 30  | 6    | 3 (1)  | 21   | 39   | 70   | 13  |

- U slučaju neriješenog rezultata se izvodilo raspucavanje jedanaesterca te bi pobjednik dobio 1 bod, a poraženi u raspucavanju bi ostao bez bodova
- ljestvica bez rezultata 2 utakmice

## Rezultatska križaljka
| kratica | klub                        | BORP | BORS | BUD | DUB | GAR | GRA | MLA | OMLGV | OMLST | OMLT | POSA | POSI | SLA | SLOGR | SLOGU | VIN |
| --- | --------------------------- | ---- | ---- | --- | --- | --- | --- | --- | ----- | ----- | ---- | ---- | ---- | --- | ----- | ----- | --- |
| BORP | Borac Podvinje              |      |      |     |     |     |     |     |       |       |      |      |      |     |       |       |     |
| BORS | Borac Sikirevci             |      |      |     |     |     |     |     |       |       |      |      |      |     |       |       |     |
| BUD | Budainka Slavonski Brod     |      |      |     |     |     |     |     |       |       |      |      |      |     |       |       |     |
| DUB | Dubrava Zadubravlje         |      |      |     |     |     |     |     |       |       |      |      |      |     |       |       |     |
| GAR | Gardun Garčin               |      |      |     |     |     |     |     |       |       |      |      |      |     |       |       |     |
| GRA | Graničar Stupnički Kuti     |      |      |     |     |     |     |     |       |       |      |      |      |     |       |       |     |
| MLA | Mladost Sibinj              |      |      |     |     |     |     |     |       |       |      |      |      |     |       |       |     |
| OMLGV | Omladinac Gornja Vrba       |      |      |     |     |     |     |     |       |       |      |      |      |     |       |       |     |
| OMLST | Omladinac Staro Topolje     |      |      |     |     |     |     |     |       |       |      |      |      |     |       |       |     |
| OMLT | Omladinac Tomica            |      |      |     |     |     |     |     |       |       |      |      |      |     |       |       |     |
| POSA | Posavac Ruščica             |      |      |     |     |     |     |     |       |       |      |      |      |     |       |       |     |
| POSI | Posavina Velika Kopanica    |      |      |     |     |     |     |     |       |       |      |      |      |     |       |       |     |
| SLA | Slavonac Stari Perkovci     |      |      |     |     |     |     |     |       |       |      |      |      |     |       |       |     |
| SLOGR | Sloga Gromačnik             |      |      |     |     |     |     |     |       |       |      |      |      |     |       |       |     |
| SLOGU | Sloga Gundinci              |      |      |     |     |     |     |     |       |       |      |      |      |     |       |       |     |
| VIN | Vinogorac Brodsko Vinogorje |      |      |     |     |     |     |     |       |       |      |      |      |     |       |       |     |
| |                             |      |      |     |     |     |     |     |       |       |      |      |      |     |       |       |     |
| podebljan rezultat - utakmice od 1. do 15. kola (1. utakmica između klubova) rezultat normalne debljine - utakmice od 16. do 30. kola (2. utakmica između klubova) rezultat nakošen - nije vidljiv redoslijed odigravanja međusobnih utakmica iz dostupnih izvora rezultat smanjen * - iz dostupnih izvora nije uočljiv domaćin susreta prekrižen rezultat - poništena ili brisana utakmica p - utakmica prekinuta 3:0 p.f. / 0:3 p.f. - rezultat 3:0 bez borbe (_:_ 11 m) - rezultat u raspucavanju jedanaesteraca u slučaju neriješenog rezultata |                             |      |      |     |     |     |     |     |       |       |      |      |      |     |       |       |     |

 Izvori: 